# Сельма (фильм)
«Се́льма» (англ. Selma) — американский исторический кинофильм режиссёра Авы Дюверней. Фильм основан на событиях марша 1965 года в Сельме и Монтгомери в рамках движения за гражданские права чернокожих в США, в особенности право голоса на выборах. Сюжет фильма начинается в 1963 году, после убийства четырёх темнокожих детей белыми террористами в Бирмингеме, штат Алабама. В Сельме тем временем разворачивается борьба за право голоса на выборах, в ходе которых Мартин Лютер Кинг пытается донести до Линдона Джонсона важность права голоса темнокожего населения. Основные события затем разворачиваются вокруг маршей темнокожих за право голоса, тогда как власти, в лице губернатора штата Джорджа Уоллеса, выступают против них.
В фильме задействован актёрский ансамбль во главе с Дэвидом Ойелоуо в роли Мартина Лютера Кинга, Кармен Эджого в роли Коретты Скотт Кинг и Томом Уилкинсоном в роли президента Линдона Джонсона. Продюсерами фильма выступили Деде Гарднер, Джереми Клейнер, Кристиан Колсон и Опра Уинфри, которая также сыграла роль Энни Ли Купер. Фильм вышел в ограниченный прокат 25 декабря 2014 года, а затем, 9 января 2015 года, отправился в широкий прокат.
«Сельма» получил похвалу от критиков. Фильм был отмечен четырьмя номинациями на 72-й церемонии вручения наград премии «Золотой глобус»: лучший драматический фильм, лучшая режиссура (Ава Дюверней), лучшая мужская роль в драматическом фильме (Дэвид Ойелоуо) и лучшая песня (победа — Джон Ледженд и Common). Фильм также получил «Оскар» в номинации «лучшая песня к фильму» («Glory»), а также выдвигался как «Лучший фильм».

## Производство
Разработка фильма началась в 2008 году, а в конце 2009 года Ли Дэниелс начал вести переговоры чтобы занять место режиссёра. В 2010 году The Weinstein Company присоединился к проекту, давая ему финансирование в размере 22 миллионов долларов, однако летом Дэниэлс покинул проект ради съемок фильма «Дворецкий», производства Sony Pictures Entertainment.
Вплоть до июля 2013 года проект был в замороженном статусе, до момента когда Ава Дюверней подписалась выступить его режиссёром, после того как переписала сценарий с его первым автором Полом Уэббом. В начале 2014 Опра Уинфри заняла место исполнительного продюсера наравне с Брэдом Питтом, а 25 февраля Paramount Pictures стали новым дистрибьютором картины в США и Канаде.
Дэвид Ойелоуо стал единственным актёром, который перекочевал из планируемого в 2010 в проект 2014 года. Утвержденные в 2010 году Роберт Де Ниро, Хью Джекман, Седрик «Развлекатель», Ленни Кравиц и Лиам Нисон покинули проект. 26 марта 2014 года было объявлено, что Том Уилкинсон будет играть роль президента Линдона Джонсона. 7 апреля Кармен Эджого получила основную женскую роль Коретты Скотт Кинг. 15 апреля Кейн Стенсфилд получил роль протестанта Джимми Ли Джексона, который был застрелен на ночном марше и чья смерть привела к основным событиям фильма. 22 апреля было объявлено, что Лоррейн Туссен, ранее снявшаяся в фильме Авы Дюверней «На полпути в никуда», будет играть роль Амелии Бойнтон Робинсон, первой афро-американской женщины в Алабаме, которая баллотировалась в Конгресс. Затем певица Ледиси была добавлена к актёрскому составу в роли Махалии Джексон, друга Мартина Лютера Кинга. 9 мая Common был утвержден на лидера движения и главы Конференции южного христианского руководства Джеймса Бевела. 28 мая Уэнделл Пирс был утвержден на роль ещё одну роль лидера движения, Осии Уильямса, а два дня спустя Кьюба Гудинг-младший подписался играть адвоката Фреда Грея. 3 июня Тим Рот присоединился к проекту в роли губернатора Джорджа Уоллеса, а на следующий день Ниси Нэш в роли Ричи Джин Джексон, которая с мужем размещала в своем доме штаб движения. 10 июня, было объявлено, что Опра Уинфри взяла на себя роль Энни Ли Купер, 54-летней женщины, которая пытались зарегистрироваться, чтобы голосовать и была несправедливо выдворена шерифом Кларком которого она затем ударила в челюсть и сбила с ног. 20 июня, было объявлено, что Колман Доминго присоединился к проекту в роли активиста Ральфа Абернати.
Основные съемки фильма начались 20 мая 2014 года в Атланте, штат Джорджия, в то время как съемки в Сельме, штат Алабама запланированы на 23-26 июня. 20 июня было объявлено, что фильм выйдет в ограниченный прокат 25 декабря 2014 года, а затем 9 января 2015 года отправился в широкий прокат.

## Актёры и персонажи
- Дэвид Ойелоуо — Мартин Лютер Кинг
- Кармен Эджого — Коретта Скотт Кинг
- Том Уилкинсон — Линдон Джонсон
- Тим Рот — Джордж Уоллес
- Лоррейн Туссен — Амелия Бойнтон Робинсон
- Common — Джеймс Бевел[англ.]
- Джованни Рибизи — Ли С. Уайт
- Рубен Сантьяго-Хадсон — Байард Растин
- Опра Уинфри — Энни Ли Купер[англ.]
- Кьюба Гудинг-младший — Фред Грей[англ.]
- Ниси Нэш — Ричи Джин Джексон
- Колман Доминго — Ральф Абернати[англ.]
- Кент Фалкон — Салливан Джексон
- Андре Холланд — Эндрю Янг
- Тесса Томпсон — Диана Нэш[англ.]
- Лакит Стэнфилд — Джимми Ли Джексон[англ.]
- Ледиси — Махалия Джексон
- Уэнделл Пирс — Осия Уильямс[англ.]
- Трэй Байерс — Джеймс Форман[англ.]*
- Джон Лэвэлл — Рой Рид
- Стефан Джеймс — Джон Льюис
- Джереми Стронг — Джеймс Риб[англ.]
- Алессандро Нивола — Джон Доар
- Дилан Бейкер — Джон Эдгар Гувер
- Майкл Пападжон — майор Джон Клауд

## Награды и номинации
- 2015 — премия «Оскар» за лучшую песню («Glory»), а также номинация за лучший фильм (Кристиан Колсон, Опра Уинфри, Деде Гарднер, Джереми Клейнер)
- 2015 — премия «Золотой глобус» за лучшую песню («Glory»), а также 3 номинации: лучший фильм — драма, лучший режиссёр (Ава Дюверней), лучшая мужская роль — драма (Дэвид Ойелоуо)
- 2015 — премия «Выбор критиков» за лучшую песню («Glory»), а также 4 номинации: лучший фильм, лучший режиссёр (Ава Дюверней), лучшая мужская роль (Дэвид Ойелоуо), лучший актёрский состав
- 2015 — 4 номинации на премию «Спутник»: лучший фильм, лучший режиссёр (Ава Дюверней), лучшая мужская роль (Дэвид Ойелоуо), лучший оригинальный сценарий (Пол Уэбб)
- 2015 — 5 номинаций на премию «Независимый дух»: лучший фильм (Кристиан Колсон, Деде Гарднер, Джереми Клейнер, Опра Уинфри), лучший режиссёр (Ава Дюверней), лучшая мужская роль (Дэвид Ойелоуо), лучшая женская роль второго плана (Кармен Эджого), лучшая операторская работа (Брэдфорд Янг)
- 2015 — 2 номинации на премию канала MTV: лучший фильм, прорыв года (Дэвид Ойелоуо)
- 2014 — премия Свобода самовыражения Национального совета кинокритиков США